# Zagrad pri Otočcu
Zagrad pri Otočcu je naselje v Občini Novo mesto. 
V naselju stoji Stari grad. Poznan je po bogati zgodovini in s svojo lego daje značilno veduto vinorodnima gričema Trški gori in Grčevju.  

## Ime
Ime naselja je bilo spremenjeno iz Zagrad v Zagrad pri Otočcu in 1953.